# Пшевлока (Свентокшиське воєводство)
Пшевлока (пол. Przewłoka) — село в Польщі, у гміні Лонюв Сандомирського повіту Свентокшиського воєводства.
Населення — 161 особа (2011).
У 1975-1998 роках село належало до Тарнобжезького воєводства.

## Демографія
Демографічна структура на день 31 березня 2011 року:
|          | Загалом | Допрацездатний вік | Працездатний вік | Постпрацездатний вік |
| -------- | ------- | ------------------ | ---------------- | -------------------- |
| Чоловіки | 85      | 18                 | 57               | 10                   |
| Жінки    | 76      | 14                 | 44               | 18                   |
| Разом    | 161     | 32                 | 101              | 28                   |